# Nepytia lagunata
Nepytia lagunata är en fjärilsart som beskrevs av Samuel E. Cassino och Louis W. Swett 1923. Nepytia lagunata ingår i släktet Nepytia och familjen mätare. Inga underarter finns listade i Catalogue of Life.